# باشگاه فوتبال ژیلینا
باشگاه فوتبال ژیلینا (به اسلواکیایی: MŠK Žilina) باشگاه فوتبال اسلواکیایی است که در شهر زیلینا قرار دارد و هم‌اکنون در سوپرلیگ اسلواکی بازی می‌کند.
این باشگاه در سال ‌۱۹۰۸ تأسیس شده‌است.